# Denkmal Friedrichs des Großen (Carlisle)

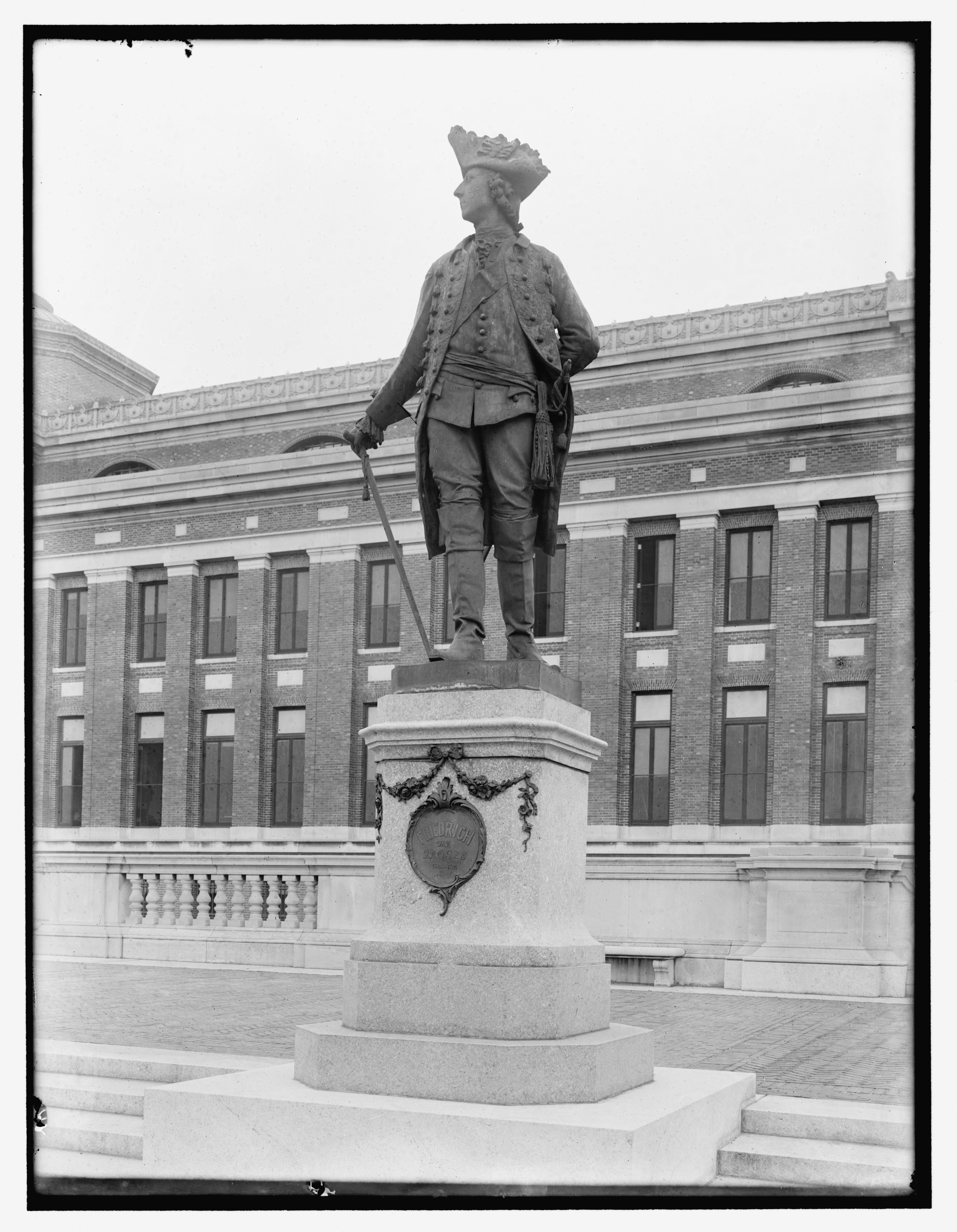
Statue Friedrichs des Großen vor dem
Army War College in Washington D.C.

Das Denkmal Friedrichs des Großen ist eine Bronzestatue im United States Army War College in Carlisle in Pennsylvania. Sie war ein Geschenk von Kaiser Wilhelm II.  im Jahre 1902.

## Geschichte
Bei einem Besuch in den USA überbrachte Prinz Heinrich von Preußen 1902 als Geschenk von seinem Bruder Kaiser Wilhelm II. für Präsident Roosevelt  eine Bronzestatue des preußischen Königs Friedrich II. (1713–1786). Diese war eine Kopie des  Standbildes in der Berliner Siegesallee von Joseph Uphues von 1899.
1904 wurde sie vor dem Army War College in Washington, D.C. aufgestellt. In den ersten Monaten gab es einige lautstarke Proteste dagegen, auch mit Bombendrohungen.
1918 wurde die Statue nach dem Ende des Ersten Weltkrieges und öffentlichen Forderungen  abgebaut und eingelagert. 1927 wurde sie wieder am alten Standort aufgestellt.
1946 wurde das Denkmal nach dem Ende des Zweiten Weltkrieges erneut abgebaut. 1954 wurde es in Carlisle in Pennsylvania vor den Barracks, wohin das Army War College umgezogen war, wieder aufgestellt. 1981 wurde es restauriert.
In der Gegenwart kann die Statue auf Anfrage auch von Zivilisten besichtigt werden.